# Alice Everett

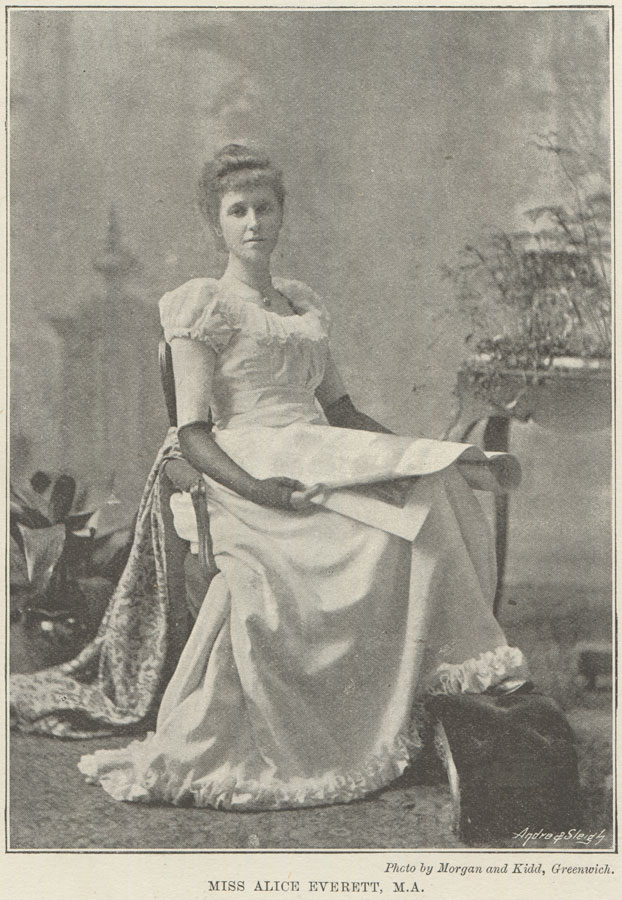
Alice Everett, 1893

Alice Everett (* 15. Mai 1865 in Glasgow, Irland; † 29. Juli 1949 in London, Vereinigtes Königreich) war eine irisch-britische Astronomin und Mathematikerin. Sie war die erste Frau, die für astronomische Arbeit am Royal Greenwich Observatory bezahlt wurde. Ebenfalls als erste Frau veröffentlichte sie 1903 im Journal of the Physical Society of London.

## Leben und Werk
Everett war eine von drei Töchtern und drei Söhnen von Joseph David Everett (1831–1904) und seiner Frau Jessie, Tochter des presbyterianischen Pfarrers Alexander Fraser. Ihr Vater war Professor an der Universität Glasgow und nahm eine Stelle an der Queen’s University Belfast an, als sie zwei Jahre alt war. Sie besuchte das koedukative Methodist College in Belfast und ab 1882 besuchte sie Vorlesungen am Queen’s University Belfast (QCB). 1884 belegte sie bei einer Aufnahmeprüfung in Naturwissenschaften den ersten Platz, was die Universitätsleitung dazu veranlasste, die Berechtigung von Frauen für Stipendien zu prüfen, die schließlich 1895 bewilligt wurden. Everett erhielt jedoch ein Stipendium für das Girton College in Cambridge und immatrikulierte sich dort 1886. Sie legte 1887 die Prüfungen der Royal University of Ireland ab und erhielt einen Bachelor of Arts mit Auszeichnung in Mathematik und mathematischer Physik. 1889 verlieh ihr die Royal University of Ireland ihren Master-Abschluss. Ebenfalls 1889 legte sie die mathematischen Tripos-Prüfungen in Cambridge ab und wurde als „Senior Optime“ eingestuft, was einem Abschluss zweiter Klasse entsprach. Als Frau erhielt sie diesen Abschluss jedoch nicht.

## Lady Computeram Royal Greenwich Observatory
Sie unterrichtete danach Mathematik an einer Mädchenhochschule auf der Insel Jersey und wurde dann als Lady Computer am Royal Greenwich Observatory angestellt. Sie wurde dem Projekt des astrographischen Katalogs zugeteilt. Ziel dieses internationalen Projekts war es, den gesamten Himmel fotografisch zu erfassen und alle Sterne mit einer Helligkeit über der elften Größenklasse zu katalogisieren. Obwohl Everett bei ihrer Ernennung der Astrografischen Abteilung zugeteilt wurde, bestand ihre erste Aufgabe darin, bis Juni 1891 Meridiantransitbeobachtungen neu zu berechnen. Zu diesem Zeitpunkt war die Erstinbetriebnahme des Astrografischen Teleskops abgeschlossen, und sie konnte in der Astrografischen Abteilung am Projekt Carte du Ciel arbeiten. Das Projekt Carte du Ciel war 1887 vom Direktor des Pariser Observatoriums, Amédée Mouchez, ins Leben gerufen worden, der das Potenzial des neuen Trockenplattenverfahrens für die Fotografie erkannte, das die Herstellung von Sternkarten revolutionieren könnte. Achtzehn Observatorien, darunter das Royal Observatory Greenwich, arbeiteten an dieser Aufgabe, für die mindestens 20.600 fotografische Einzelbilder benötigt wurden. Das Projekt erregte anfangs viel Aufmerksamkeit, doch diese schwand, als das Ausmaß der Aufgabe deutlich wurde, und es wurde 1970 aufgegeben.
Everett wurde 1892 in den Rat der British Astronomical Association gewählt und wurde im Oktober 1893 für zwei Jahre Sekretärin der Vereinigung. Sie verfasste Artikel über ihre Beobachtungen der totalen Mondfinsternis im November 1891 und der Nova Aurigae 1892.

## Astronomin in Potsdam und am Vassar-College

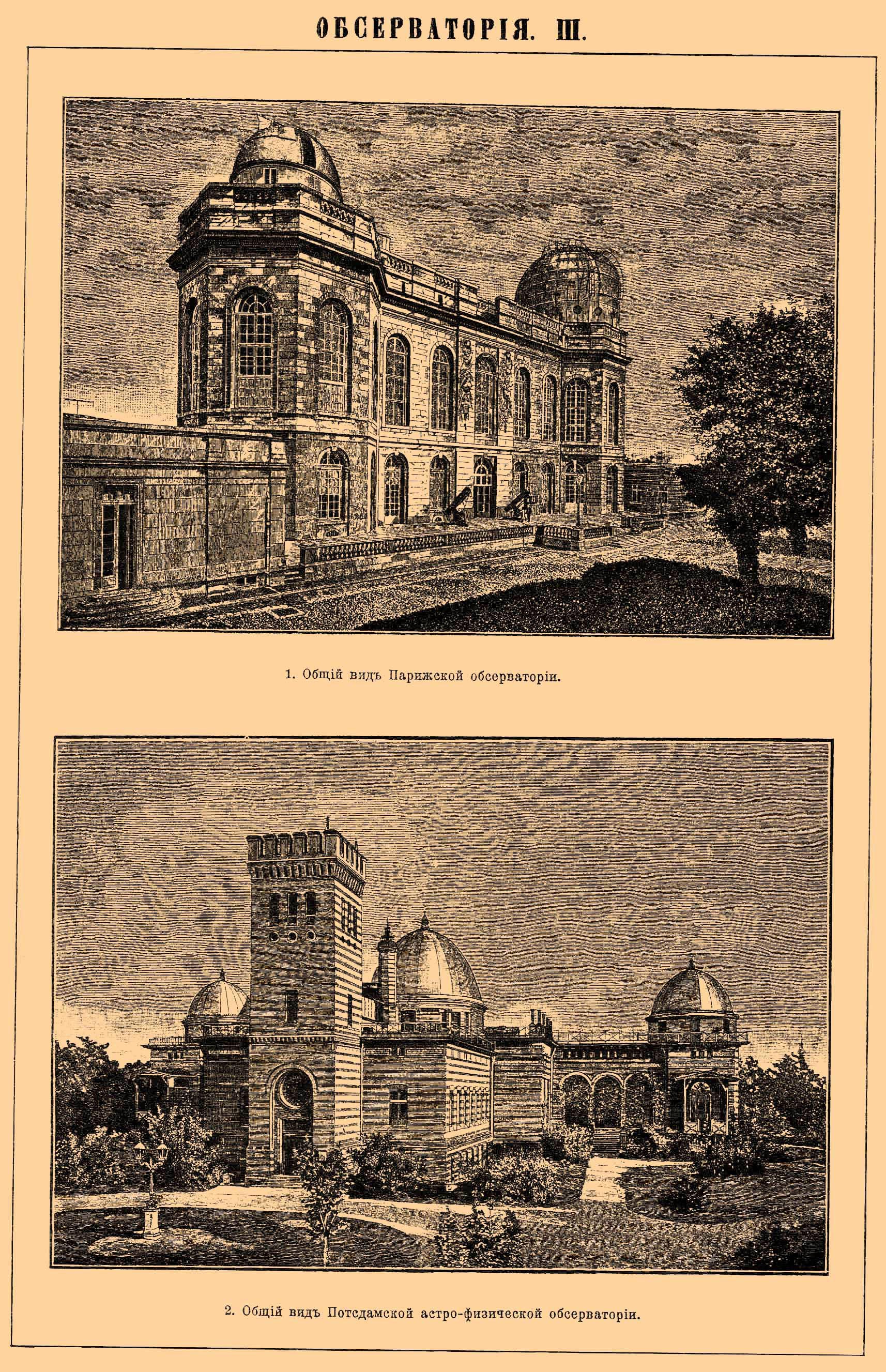
1. Gesamtansicht des Pariser Observatoriums. 2. Gesamtansicht des Astrophysikalischen Observatoriums in Potsdam (Illustration aus dem Brockhaus und Efron Enzyklopädischen Wörterbuch, 1890–1907)

Im November 1895 begann sie eine dreijährige Tätigkeit als wissenschaftliche Assistentin am Astrophysikalischen Observatorium in Potsdam und forschte damit als erste Frau an einem Observatorium in Deutschland. Ihre Aufgaben betrafen hauptsächlich den astrographischen Katalog. Während des Jahres 1897 war sie an der Vermessung der Positionen von 22.000 Sternen beteiligt. 1898 verließ sie Deutschland, um eine einjährige Stelle am Observatorium des Vassar College in den USA anzunehmen und verfasste zusammen mit Mary Watson Whitney zwei Artikel über Beobachtungen von Kleinplaneten und einem Kometen für das Astrophysical Journal. Zu dieser Zeit war es für Frauen schwierig, eine Forschungsstelle zu bekommen, und nachdem Everett sich erfolglos bei mehreren amerikanischen Observatorien beworben hatte, kehrte sie 1900 nach England zurück.

## Physikerin am National Physical Laboratory
Sie beschäftigte sich mit Optik und übersetzte und edierte in Zusammenarbeit mit ihrem Vater Hovestadts Jenaer Glas und seine wissenschaftlichen und industriellen Anwendungen (1902). Im selben Jahr übermittelte ihr Vater der Physical Society of London einen Aufsatz von ihr, in dem sie Experimente zu zonalen Beobachtungen an Linsen beschrieb. Dies war der erste Aufsatz einer Frau, der in der Zeitschrift der Gesellschaft erschien. Sie nahm an der BAA-Expedition zur Sonnenfinsternis von 1905 auf Mallorca teil und verfasste Artikel über Themen wie das Brockengespenst und die Gegendämmerungsstrahlen.
Mit Ausbruch des Ersten Weltkriegs konnten Frauen technische Stellen besetzen, die durch den Militärdienst frei geworden waren. Nach einem Jahr im optischen Labor der Firma Hilgers in London wurde sie 1917 Juniorassistentin in der Physikabteilung des National Physical Laboratory in Teddington, wo sie in der optischen Abteilung arbeitete. Ihre Forschungsaufgaben umfassten die Konstruktion optischer Instrumente, Photometrie und Spektrophotometrie, wobei sie sich auf die Berechnung von Aberrationen in Linsen- und Spiegelsystemen spezialisierte. Sie arbeitete dort bis 1925.

## Elektrotechnikerin und Gründungsmitglied der Television Society
In den Wintern 1926 bis 1928 besuchte sie Abendkurse am Regent Street Polytechnic in London über praktische Funktechnik und bestand eine Prüfung in Funk-, Frequenz- und Strommessung. Von 1928 bis 1929 forschte sie in der elektrotechnischen Fakultät des City and Guilds College in South Kensington.
Sie gehörte zu den Gründungsmitgliedern der Television Society, die 1927 zur Förderung der Fernsehforschung gegründet wurde. In Zusammenarbeit mit dem Erfinder des Fernsehens, John Logie Baird, meldete sie erfolgreich gemeinsame Patente im Bereich der Fernsehoptik an und war wahrscheinlich bei der ersten Vorführung eines Fernsehbildes im Jahr 1926 anwesend. Everett entwickelte eine Verbesserung der Spiegeltrommelkomponente des von der Baird Television Company verwendeten Geräts und erforschte die Verwendung verschiedener Metalle. Am 30. Januar 1933 meldeten sie und das Unternehmen ein gemeinsames Patent an, obwohl die Trommel nie gebaut wurde. Für die Television Society übersetzte Everett fremdsprachige Publikationen für den Index der Bibliothek.
1938 erhielt sie in Anerkennung ihrer Verdienste um die Physik eine Rente von 100 Pfund pro Jahr.
Everett starb 1949 im Alter von 84 Jahren in London und hinterließ ihre wissenschaftliche Bibliothek der Television Society.

## Ehrungen (Auswahl)
Die Internationale Astronomische Union benannte 2023 in Zusammenarbeit mit dem Catalina Sky Survey und der British Astronomical Association den Asteroiden 2000EO147 nach ihr (50727) Aliceeverett.

## Veröffentlichungen (Auswahl)
- The Total Lunar Eclipse of November 15, 1891. Journal of the British Astronomical Association. 2 (2), 1891, S. 88.
- On the photographic Magnitude of Nova Aurigae. Journal of the British Astronomical Association. 2 (6), 1892, S.  276–278.
- Total Eclipse of the Sun, August 9, 1896. Journal of the British Astronomical Association. 4, 1894, S. 246.
- Note on the binary ι Leonis. Monthly Notices of the Royal Astronomical Society. 5, 1895, S. 440–441.
- Galactic Longitude and Latitude of Poles of Binary Star Orbits. Monthly Notices of the Royal Astronomical Society. 56 (9), 1896, S. 462–466. doi:10.1093/mnras/56.9.462.
- Photographs of Cross-sections of Hollow Pencils formed by Oblique Transmission through an Annulus of a Lens. Journal of the British Astronomical Association. 13 (2), 1902, S. 74–75.
- The Jena Glass Works, with special reference to Astronomical Objectives. Journal of the British Astronomical Association. 13 (7), 1903, S. 275–277.
- Clouds and Shadows(PDF). Nature. 89 (2226), 1912, S. 426. doi:10.1038/089426a0. S2CID 3982436.
- The Translation of Helmholtz's Physiological Optics(PDF). Nature. 115 (2890), 1925, S. 424. doi:10.1038/115424b0. S2CID 4083281.